# Friedhelm Bechstedt
Friedhelm Bechstedt (* 25. Mai 1949) ist ein deutscher Physiker und Hochschullehrer.

## Leben
Bechstedt studierte Physik an der Humboldt-Universität zu Berlin.
Dort promovierte er 1976 mit einer Arbeit zum Thema Zur Theorie der Resonanz-Raman-Streuung in Halbleitern.
1982 habilitierte er sich ebenda mit einer Arbeit zum Thema Zur Theorie von Rumpfelektronenanregungen in Halbleitern.
Von 1986 bis zu seiner Emeritierung 2014 hatte Bechstedt an der Friedrich-Schiller-Universität Jena den Lehrstuhl für Theoretische Physik / Festkörpertheorie inne.
Bis zu seiner Emeritierung 2014 war er dort Direktor des Instituts für Festkörpertheorie und -optik.

## Forschungsinteressen und Vorlesungen
Bechstedts Forschungsinteressen lagen auf den Gebieten der Festkörpertheorie, der Oberflächenphysik und der Vielteilcheneffekte in Halbleitern.
Er hielt Vorlesungen zu den Themen
- Festkörpertheorie und Festkörperphysik
- Elementaranregungen in Festkörpern
- Dichtefunktionaltheorie
- Empirische Methoden für elektronische Bandstrukturen
- Einteilchen – und Paaranregungen in Festkörpern
- Spin- und zeitabhängige Dichtefunktionaltheorie
- Anregungszustände von Vielelektronensystemen
- Quantentheorie der Festkörper[6]

## Forschungsprojekte
Bechstedt nahm in verschiedenen Funktionen an Forschungsprojekten zu den folgenden Themen teil:
- Einfluss von Verspannung, Komposition und Schichtung auf die Eigenschaften von Nitriden
- Geometrie und Eigenschaften von Gruppe-IV-Nanokristallen
- Theoretische Untersuchungen quasi-eindimensionaler Oberflächensysteme: Strukturen, Phasenübergänge und spektroskopische Fingerprints
- Berechnung der atomaren und elektronischen Struktur von InN, seinen Legierungen und Heterostrukturen
- Parameterfreie Berechnungen von elektronischen Anregungen und optischen Eigenschaften von Systemen mit Spinpolarisation
- Physik und Chemie optischer Schichten
- Geometrie und Eigenschaften von nanostrukturierten Gruppe-IV-Halbleitern
- Theorie der linearen und nichtlinearen optischen Konstanten von Wide-Band-Gap-Halbleitern und -Strukturen[7]

## Auszeichnungen
2008 erhielt Bechstedt zusammen mit Jörg Rüpke den Gay-Lussac-Humboldt-Preis.

## Veröffentlichungen (Auswahl)
- Many-Body Approach to Electronic Excitations: Concepts and Applications, Springer, 2015, ISBN 978-3662445921
- Principles of Surface Physics, Springer, 2003, ISBN 978-3540006350
- Semiconductor Surfaces and Interfaces: Their Atomic and Electronic Structures zusammen mit Rolf Enderlein, Akademie Verlag, 1988, ISBN 978-3055004797